# XX (álbum de Fobia)
XX, es segundo registro en vivo, lanzado como álbum por la banda mexicana Fobia. Se grabó en el Auditorio Nacional de la Ciudad de México, el 2 de diciembre del 2005 por . Motivado por la conmemoración del 20 aniversario de la banda, recién reunida presenta nuevos arreglos de material clásico como «El Crucifijo», «Revolución sin Manos» y «El Microbito». El DVD del álbum, dura mucho más que el CD, que contiene tan solo 15 pistas.

## Lista de canciones
| CD XX |                                   |              |          |  |
| N.º   | Título                            | Escritor(es) | Duración |  |
| 1.    | «No Eres Yo»                      |              | 4:29     |  |
| 2.    | «No Soy un Buen Perdedor»         |              | 5:12     |  |
| 3.    | «Descontrol»                      |              | 4:54     |  |
| 4.    | «Hipnotizame»                     |              | 3:42     |  |
| 5.    | «Caminitos Hacia el Cosmos»       |              | 4:17     |  |
| 6.    | «El Crucifijo»                    |              | 4:24     |  |
| 7.    | «Sembrando Estrellas / El Diablo» |              | 4:10     |  |
| 8.    | «2 Corazones»                     |              | 3:18     |  |
| 9.    | «12 Pasos»                        |              | 3:25     |  |
| 10.   | «1 Camino y un Camión»            |              | 3:38     |  |
| 11.   | «Vivo»                            |              | 4:15     |  |
| 12.   | «Veneno Vil»                      |              | 5:19     |  |
| 13.   | «Hoy Tengo Miedo»                 |              | 4:36     |  |
| 14.   | «Revolución sin Manos»            |              | 4:47     |  |
| 15.   | «El Microbito»                    |              | 4:12     |  |
| 64:32 |                                   |              |          |  |

| DVD XX |                                   |          |  |
| N.º    | Título                            | Duración |  |
| 1.     | «Rosa Venus»                      | 00:00    |  |
| 2.     | «No Eres Yo»                      | 00:00    |  |
| 3.     | «Todas Las Estrellas»             | 00:00    |  |
| 4.     | «Pepinillo Marino»                | 00:00    |  |
| 5.     | «Corazón en Caracol»              | 00:00    |  |
| 6.     | «Soy Un Buen Perdedor»            | 00:00    |  |
| 7.     | «Descontrol»                      | 00:00    |  |
| 8.     | «Hipnotizame»                     | 00:00    |  |
| 9.     | «Caminitos Hacia el Cosmos»       | 00:00    |  |
| 10.    | «El Crucifijo»                    | 00:00    |  |
| 11.    | «Sembrando Estrellas / El Diablo» | 00:00    |  |
| 12.    | «2 Corazones»                     | 00:00    |  |
| 13.    | «12 Pasos»                        | 00:00    |  |
| 14.    | «1 Camino y un Camión»            | 00:00    |  |
| 15.    | «Vivo»                            | 00:00    |  |
| 16.    | «Veneno Vil»                      | 00:00    |  |
| 17.    | «Muy Maniaco de mi Parte»         | 00:00    |  |
| 18.    | «200 Sábados»                     | 00:00    |  |
| 19.    | «Hoy Tengo Miedo»                 | 00:00    |  |
| 20.    | «Revolución sin Manos»            | 00:00    |  |
| 21.    | «El Microbito»                    | 00:00    |  |
| 22.    | «2 Corazones (Video)»             | 00:00    |  |
| 23.    | «No Eres Yo (Video)»              | 00:00    |  |
| 24.    | «No Soy Un Buen Perdedor (Video)» | 00:00    |  |
| 25.    | «Hoy Tengo Miedo (Video)»         | 00:00    |  |
| 26.    | «Documental (Imágenes)»           | 00:00    |  |
| 00:00  |                                   |          |  |

## La banda
- Paco Huidobro: Guitarras y coros
- Leonardo de Lozanne: Voz y coros
- Iñaki: Teclados
- Cha!: Bajo
- Jay de la Cueva: Batería